# Cuthonella soboli
Cuthonella soboli is een slakkensoort uit de familie van de Cuthonellidae. De wetenschappelijke naam van de soort is voor het eerst geldig gepubliceerd in 1992 door Martynov.